# Maatbeker

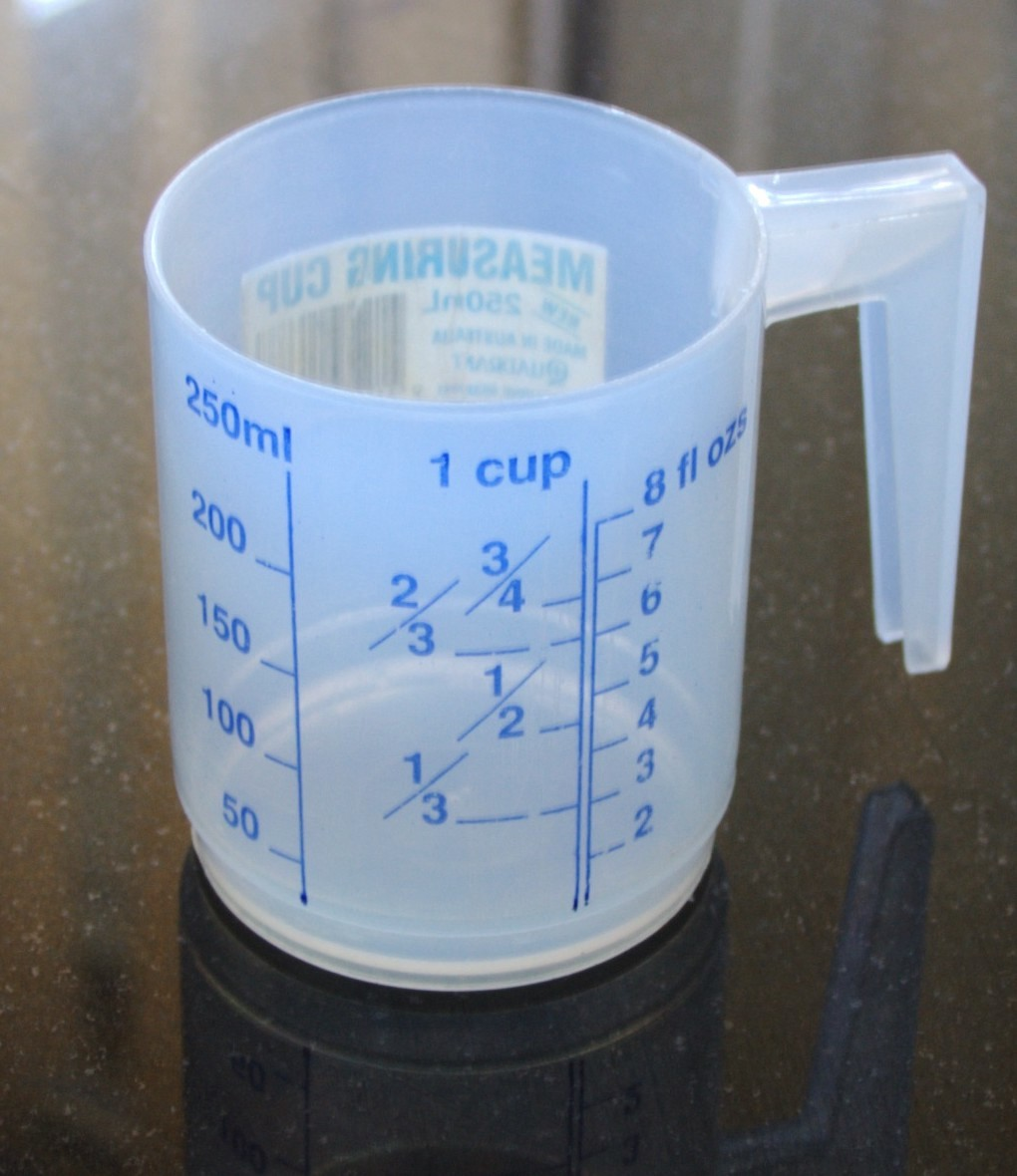
Een maatbeker

Een maatbeker of litermaat is een instrument om een bepaald volume van een vloeistof af te meten. Varianten voor huishoudelijk gebruik zijn meestal van doorzichtig kunststof om het aflezen te vergemakkelijken. Maatbekers die in professionele keukens worden gebruikt zijn meestal van roestvrij staal; in laboratoria worden ook glazen maatbekers gebruikt, die behoren tot het laboratoriumglaswerk.
Maatbekers voor huishoudelijk kunnen zijn voorzien van meerdere maatverdelingen, b.v. in het metriek stelsel en het imperiale systeem.